# Chrysoperla mediterranea
Chrysoperla mediterranea là một loài côn trùng trong họ Chrysopidae thuộc bộ Neuroptera. Loài này được Hölzel miêu tả năm 1972.

## Hình ảnh

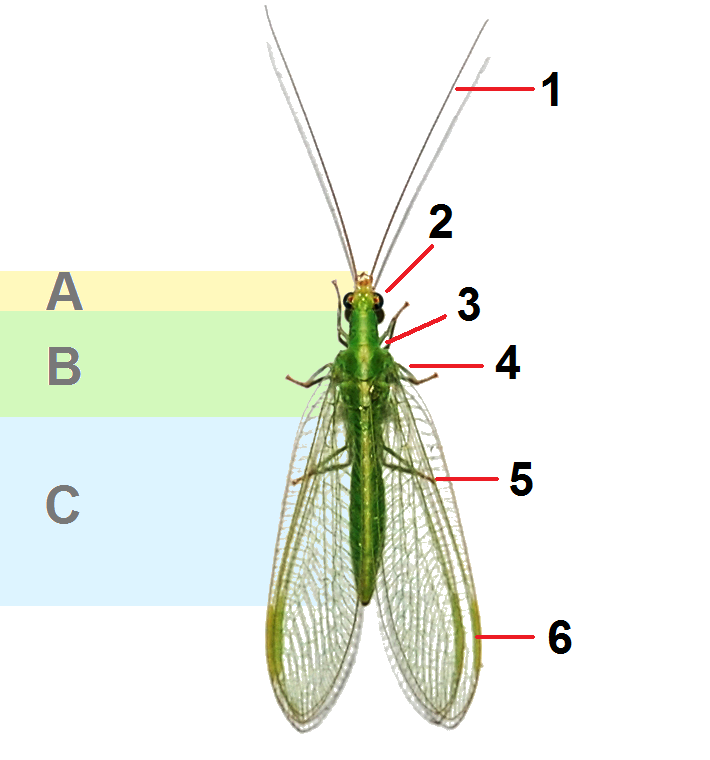